# Trifolium barnebyi
Trifolium barnebyi là một loài thực vật có hoa trong họ Đậu. Loài này được (Isely) Dorn & Lichvar miêu tả khoa học đầu tiên.